# 牟田刑事官事件ファイル
『牟田刑事官事件ファイル』（むたけいじかんじけんファイル）は、1983年から2007年までテレビ朝日系「土曜ワイド劇場」で放送された刑事ドラマシリーズ。全33回。石沢英太郎の小説『牟田刑事官』シリーズが原作。主演は小林桂樹。

## 概要
1983年より放送開始。
主人公の牟田一郎刑事官は小林桂樹、妻・明子は津島恵子が一貫して演じていた。
原作では牟田刑事官は福岡県警察本部の所属であるが、本作では神奈川県警察本部に所属して横浜市内の警察署に勤務する設定に変更されている。
長期にわたって制作されたシリーズだが、原作の牟田は初期の短編集で定年退職した設定になっている他、警察学校の教務部長となって登場するエピソードや（『牟田刑事官殺人簿』所収「自首調書」）、再就職して警備会社の重役となって活躍する「退職刑事官」など、刑事官ではない牟田を登場させた作品も存在する（これらを著した後にも刑事官時代の牟田を登場させた作品も発表しているが、それらを併せても多くはなく、本作は多くがオリジナル脚本である）。
2000年代以降は『終着駅シリーズ』の片岡鶴太郎演じる牛尾正直刑事や、『事件記者冴子の殺人スクープ』の水野真紀演じる川村冴子記者との共演作品（『牟田刑事官VS終着駅の牛尾刑事』、『牟田刑事官VS終着駅の牛尾刑事そして事件記者冴子』）というコラボ企画も行われ、好評を博した。
主演の小林の体調面から2007年放送分（撮影は2005年8月）を最後に新作は製作されず、2010年9月16日に小林が逝去したため、シリーズは完全終了した（2012年には妻役の津島恵子も逝去した）。

## キャスト

### 神奈川県横浜山下警察署
牟田一郎
演 - 小林桂樹
刑事官。階級はおそらく警視。九州出身。事件の進展如何により、横浜を飛び出して全国を回ることもあり、警視庁新宿西警察署の牛尾刑事とは共同で捜査を行うこともある。
妻・明子との二人暮らし。子どもは娘・君恵がいて、孫もいる。苦手なものはアスパラガス。
岩城政則
演 - 東幹久（第29作 - 第33作）
刑事課刑事。階級は警部補。横浜緑山警察署から転属してきた（第29作）。牟田と共に事件を追う。
梶原武郎
演 - 峰岸徹（第1作）、菅野菜保之（第2作）、小沢象（第3作 - 第18作・第20作 - 第25作・第27作・第28作・第30作 - 第32作）、平泉成（第19作）
刑事課長。
久野
演 - 織本順吉（第1作・第2作）
刑事。
佐野
演 - 清水幹生（旧・清水幹雄）（第3作 - 第7作・第9作・第10作・第13作 - 第17作・第24作 - 第28作・第30作 - 第33作）、丸岡奨詞（第8作）、勝部演之（第12作）
刑事課刑事。第17作で一旦退場したが、第24作より再登場。
林
演 - 佐藤政道（第6作 - 第30作）
刑事課刑事。
悦子
演 - 可愛かずみ（第7作 - 第11作）
刑事課女性警察官。交通課から転属してきた。
桜井
演 - 広井純（旧・廣井純）（第12作 - 第30作）
刑事課刑事。
北川博子
演 - 杏由美子（旧・筒井由美子）（第13作・第14作・第16作 - 第26作）
刑事課女性警察官。第26作で青木哲夫と沖縄で結婚式を挙げる。
工藤
演 - 岸本一汰（旧・岸本俊）（第15作 - 第30作）
刑事課刑事。
中山
演 - 増田由紀夫（第19作 - 第32作）
刑事課刑事。
村松
演 - 黒沢裕美（第27作・第28作）
新人の女性警察官。
田代
演 - 寺田千穂（第29作・第30作）、山田玲奈（第31作・第32作）、近藤志津香（第33作）
刑事課女性警察官。

### 牟田の親族
牟田明子
演 - 津島恵子（第1作 - 第30作）
牟田の妻。君恵の結婚後は牟田との二人暮らし。牟田の旅行に同行することがあるが、旅行先でも呼びつけられるために「家にいるみたい」と述べている。牟田を残して家を空けるのが心配で、あれこれ小言を言ってしまう。
時々娘のいるブラジルのサンパウロに行っており、第31作からは長期滞在している。
第28作では交通整理のボランティアを行っていた。
父を沖縄県で亡くしている（従軍した際の太平洋戦争における沖縄戦で部下や住民を死なせて生き延びた自分を責めての自殺である。第26作で言及）。
牟田君恵 → 吉村君恵
演 - 山咲千里（第1作）、丸山秀美（旧・丸山ひでみ）（第2作 - 第29作）
牟田の娘。旅行会社「サンズトラベルサービス」の社員（第2作）。
第15作で吉村と結婚。
第29作にてブラジルへ旅立つ。
吉村史朗
演 - 加門良（第16作）
君恵の夫。
吉村太郎
演 - 工藤雅哉（第22作）
君恵の息子。

### その他
ヒトミ
演 - 松岡由美（第7作・第8作）
ヨウコのルームメイト（第7作）。コニシスポーツクラブのインストラクター見習い（第8作）。
山本亜矢
演 - 大沢逸美（第10作 - 第14作・第16作・第18作）
神奈川日報の記者。牟田に情報を提供する情報屋。
君塚尚
演 - 久保田篤（第24作 - 第33作）
フリーライター。牟田に情報を提供する情報屋。

### ゲスト
第1作「事件の眼 信濃路にいた女」（1983年）
- 加藤菊江（和夫の高校時代の同級生） - 森下愛子
- 戸田卓三（不動産会社社長） - 頭師孝雄
- 戸田和夫（卓三の弟） - 頭師佳孝
- 署長 - 西沢利明
- 市村（不動産の被害者） - 梅津栄
- 樋口（刑事） - 柴俊夫
- 姫ゆり子

第2作「女たちの殺人パーティー」（1985年）
- 岸本（女性警察官） - 西川ひかる
- 設楽孝治（サンズトラベルサービス 営業社員） - 五代高之
- 小早川隆（サンズトラベルサービス 専務） - 北村総一朗
- 小林（刑事） - 小林勝也
- 時枝弥生 - 平淑恵
- 光芙佐子（畑谷の元恋人） - 竹井みどり
- 十返由佳 - 三浦真弓
- 稲原咲子（銀行副頭取の娘・畑谷の婚約者） - 鹿取容子
- 郷谷待子（サンズトラベルサービス 秘書） - 松井きみ江
- 署長 - 根上淳
- 幡谷義男（サンズトラベルサービス 2代目社長） - 谷隼人

第3作「見合い旅行殺人事件」（1985年）
- オンダマキコ（「銀水荘」女将） - 小林千登勢
- 久保麻子（歌手・大貫の愛人） - 沢田和美
- 竹下（釣りの親睦会「荒磯会」参加者） - 長谷川初範
- 落合ユミ（井上が管理人をしているマンション住人） - 栗田ひとみ
- 大貫（「荒磯会」会長・「銀水荘」大株主） - 土屋嘉男
- 井上（「荒磯会」幹事・マンション管理人） - 高松英郎
- 菅野菜保之、小瀬格、飯沼慧、本山可久子

第4作「財布を拾った女」（1985年）
- 尾石ユキ子（尾石の妻・美容室モア 従業員） - 岡江久美子
- 遠藤理恵（ホステス・尾石の愛人） - 小田かおる
- 結城雅彦（愛子の夫） - 北村総一朗
- 木戸弘之（保険調査員・牟田君恵の恋人） - 新井康弘
- 尾石英二 - 草薙良一
- 結城愛子（美容室モア 経営者） - 白木万理
- 柴田利雄（桜木町南派出所 巡査） - 並木史朗
- 石山雄大、増田葉子、平映子、藤村真美、松井きみ江

第5作「露天風呂撮影会ツアー殺人事件」（1986年）
- カオリ（横浜ビデオ同好会のメンバー・岩城と同じ会社の社員） - 鳥居かほり
- 坂上悠子（横浜ビデオ同好会のメンバー・岩城の秘書） - 高沢順子
- 川瀬の隣人 - 棟里佳
- ユカ - 城源寺くるみ
- ナツコ（飲み屋「あかさか」経営者） - 中村晃子
- 岩城健一（横浜ビデオ同好会の会長・会社専務） - 黒沢年男
- 森川正太、苅谷俊介、草見潤平、大林隆介、家中宏、藤岡重慶

第6作「奥鬼怒川湯けむり渓谷の殺意」（1987年）
- 林田理恵（女性週刊誌「ノアール」編集部員・牟田明子の料理教室仲間） - 原日出子
- 荒垣正美（「ノアール」編集次長） - 江藤潤
- 沢村明（ガードマン） - 織本順吉
- 江崎愛子（「ノアール」編集部員） - 松本ちえこ
- 石川えり子（「ノアール」編集部員） - 広田玲央名
- 宮崎弘（「ノアール」編集長） - 北村総一朗
- 塩屋俊、大林隆介、平瀬りえ、紀ノ川瞳、伊東達広、大塚國夫、松井紀美江

第7作「奥浜名湖女たちの危険なプレイ」（1987年）
- 竜崎昭二 - 西岡徳馬
- 石田江見子（牟田明子のカルチャースクール仲間） - 新藤恵美
- 小山綾子（女子大生） - 酒井彰子
- 石田宏（江見子の夫・仙台に単身赴任中） - 河原崎建三
- 園田康光（ユリコの夫） - 中山仁
- 園田ユリコ（江見子の大学時代の友人） - 梶芽衣子
- 大林隆介、茂野幸子、藤枝亜弥、細井正美、阪上和子、茂木幹雄、小池栄、掛田誠、井上智之、青木和彦、佐藤太三夫、薗田久美子、長谷川和美、横山洋子、小松玲子、石川明美、鴨美鈴

第8作「湯けむり伊豆半島、女たちの殺人スポーツツアー」（1988年）
- 北原真弓（しおりの妹） - 南條玲子
- 横山（静岡県警 刑事） - 竹中直人
- ヒロコ（コニシスポーツクラブのインストラクター） - 沢田和美
- 大野シュンヤ（コニシスポーツクラブの会員） - 柄沢次郎
- 水野節子（しおりの親友・神経科カウンセラー） - 立石凉子
- 小西（小西の妻・フランス料理講師） - 朝比奈順子
- 赤塚（コニシスポーツクラブの会員） - 草薙良一
- 刑事 - 大林隆介
- 船山 - 草見潤平
- 小西行夫（コニシスポーツクラブのオーナー） - 宮内洋
- 是枝しおり（コニシスポーツクラブの会員・華族） - 中島ゆたか
- 是枝公彦（しおりの夫・外交官） - 荻島真一
- 千葉裕子、城源寺くるみ

第9作「岸辺に立つ女」（1988年）
- カオル（クラブ「京」新人ホステス） - 渡辺典子
- 藍京子（クラブ「京」ママ・作家） - 三浦真弓
- 杉原康史（出版社勤務） - 伊藤敏八
- 柳純子（横浜在住） - 吉宮君子
- 雀荘の経営者 - 松井紀美江
- カミナガ（立科警察署 刑事） - 荒井注
- 阿部（クラブ「京」バーテン・元刑事） - 寺尾聰
- 小林勝彦、ひし美ゆり子、織田めぐみ、大林隆介

第10作「伊豆半島復讐に燃える女たち！」（1989年）
- 野沢孝（尚代の息子） - 宮川一朗太
- 沢木なつみ（女子大生） - 岩本千春
- 森山信子（ナツミの姉・福原の元秘書） - 石井めぐみ
- 松岡ゆかり - 高師美雪
- 福原信之（女子大理事長・牟田一郎の大学の後輩） - 渥美国泰
- 野沢尚代（ナツミのマンション管理人） - 范文雀
- 伊藤高

第11作「別府温泉－みちのく松島 湯けむり殺意の旅」（1989年）
- 山崎昌子（牟田一郎の初恋の女性の娘） - 原日出子
- 内田シンジ - 高岡健二
- 名高達郎
- 西田健
- 児島美ゆき
- 遠藤真理子
- 玉川伊佐男

第12作「横浜ベイブリッジの女」（1990年）
- 田中世津子（山口の元妻） - 島村佳江
- 藤井未央（修の妹） - 八木さおり
- 藤井修（アベニュー 契約社員） - 遠藤憲一
- 刑事 - 黒部進
- 木更津東警察署 刑事 - 井上博一
- 山口忠（アベニュー 元社員） - 市川勇
- 木下（アベニュー 専務） - 佐々木勝彦
- 広瀬冴子（広瀬の妻・元キャスター） - 佐野アツ子
- 栗原由香（ヨウコの妹） - 甲斐智枝美
- 広瀬章一（アベニュー 社長） - 伊藤孝雄
- 小池雄介、大綱めぐみ、円谷文彦

第13作「横浜〜八王子〜伊良湖、殺人ラインの女たち」（1990年）
- 山根智子（サザンスティール 社員・あけみの同僚） - 大西結花
- 三塚（八王子東警察署 警部補） - 我王銀次
- 本間圭介（サザンスティール 企画室長・専務・裕一の叔父） - 小坂一也
- 藤田徹（サザンスティール秘書課） - 加藤善博
- 本間裕一（サザンスティール 社長） - 荒谷公之
- 五十嵐美鈴（サザンスティール 企画室社員） - 栗田陽子
- 丸山あけみ（サザンスティール 社員） - 高都幸子
- 梅崎（監察医） - 山野史人
- 磯村（サザンスティール 企画室社員） - 掛田誠
- 山根真司（智子の父・前科者） - 高橋悦史

第14作「九州〜耶馬溪―四国八幡浜、人妻ひとり旅のなぞ？」（1991年）
- 横田玲子 - 山口果林
- 横田かなえ - 佐倉しおり
- 横田健一 - 廣瀬昌助
- 坂上道雄 - 森下哲夫
- 植山江里子 - 朝比奈順子
- 若林亮 - 小沢一義
- 佐伯（警部） - 鈴木ヒロミツ
- 吉井（警視） - 名高達郎
- エド山口

第15作「神戸横浜 港町連続殺人」（1991年）
- 清水久美子（サンブライダル衣装部 社員） - 沖直美
- 田島みどり（田島の娘） - 森山祐子
- 大村（サンブライダル 社長） - 早川雄三
- 吉本弘央（大村の秘書） - 伊東達広
- 刑事 - 大木聡
- 八重（サンブライダル衣装部 主任） - 泉晶子
- 四ツ星デパートの配送員 - 森厚太
- 水原（神戸神港北警察署 刑事） - 富川澈夫
- 大村誠一（サンブライダル 支配人・大村の甥） - 円谷浩
- 田島利幸（サンブライダルの板前） - すまけい
- 結城めぐみ、田中浩

第16作「ヨコハマ偽装心中」（1992年）
- 木村和美（クラブホステス） - 三原じゅん子
- 花井幹夫（岡安証券横浜支店 営業マン） - 篠塚勝
- 花井ヒデコ（花井の妻） - 小川よりこ
- セツコ（富子の妹・おでん屋経営者） - 金沢喜久子
- 西野ユリ（看護師） - 杉原光輪子
- 三村（医師） - 芦川誠
- ユリのアパート管理人 - 小池栄
- 監察医 - 坂口進也
- 西野勝三郎（ユリの義父） - 斎藤晴彦
- 福田富子（酒場「ひさご」経営者） - 左時枝

第17作「能登－ヨコハマ四重殺人」（1992年）
- 谷沢美奈（谷沢の娘） - 五十嵐いづみ
- 石井千佳（小料理屋「さのう」経営者） - 矢代朝子
- 中西（七尾警察署 刑事） - 松井範雄
- 谷沢健一（谷沢の息子） - 朝倉圭矢
- 谷沢健作（サンライズ証券 社員） - 北村総一朗
- 村野明（サンライズ証券 支店長） - 江角英明
- 君津信二（北越相互開発 社長） - 天田俊明
- 星野晶子、歌澤寅右衛門

第18作「横浜〜九州唐津殺意の縦断ルート！」（1993年）
- 三浦碧 - 床嶋佳子
- 木内誠 - 萩原流行
- 津村（刑事） - 羽田美智子
- 藤川隆広 - 斉木しげる
- 戸塚（警部） - 竹内力
- 加藤素子 - 夏樹陽子
- 加藤善博、遠藤征慈、棟里佳、元井須美子

第19作「悪い夢」（1994年）
- 吉川晴美（吉村太郎の英会話の先生） - 秋本奈緒美
- 木村麗子（木村の妻） - 高島礼子
- 鈴木康子（輸入雑貨店経営者） - 沢田和美
- 西田徹（康子の恋人） - 沢井小次郎
- 木村敏雄 - 篠塚勝
- 野田善子、井手らっきょ、麻ミナ

第20作「狙われた婚約者」（1995年）
- 後藤（神奈川県警 警視） - 京本政樹
- 秋村博（サックス奏者） - 羽賀研二
- 小野（スーパーの経理係） - 粟津號
- 小野の上司 - 真実一路
- 友子の婚約者 - 筒井巧
- 主婦 - 木村令子
- チエコ（三浦の婚約者） - ひがし由貴
- 友子（秋村の元恋人） - 北岡夢子
- 三浦（巡査） - 佐藤孝輔
- 医師 - 杜澤泰文
- バンドのリーダー - 中嶋しゅう
- 主婦 - 三輝みきこ
- 秋村美佐（秋村の姉） - 石野真子
- 越川勇一（友子の父） - 高橋悦史

第21作「切れた絆」（1995年）
- 石田敬一（イシダハウス 社長・牟田一郎の知り合い） - 矢崎滋
- 石田さち（石田の娘） - 高橋かおり
- 矢沢亜弓（大分タイムス 記者） - 藤田佳子
- 井村浩（さちの同棲相手・居酒屋のアルバイト） - 湯江健幸
- 中谷（高田警察署 警部補） - 米山善吉
- 居酒屋店員 - あご勇
- ホテルのフロント係 - 加島潤
- 山岸達三（元刑事） - 久保田篤
- 小野雅也（フリーライター） - 遠藤憲一
- 石田麻子（石田の妻） - 高橋惠子

第22作「関門海峡〜横浜 連続殺人にナゾの女！」（1996年）
- 速水好美（スーパーの店員・元モデル） - 中山忍
- 相馬広士（内山の運転手） - 田中実
- 竹村のぶえ（井上の元妻） - 斉藤林子
- 内山ゴロウ（内山プロダクション 社長） - 草見潤平
- 木本（福岡県警 警部） - 大木聡
- 好美の叔母 - 泉晶子
- 喫茶店のマスター - 和泉史郎
- 「ホテルグランドサン横浜」フロント係 - 出雲崎良
- 勝田学（ローンズひまわり 社員） - 渡祐志
- 竹村なおき（井上とのぶえの息子） - 大場俊輔
- 内山プロダクション 社員 - 杜澤泰文
- ローンズひまわり 社員 - 浅見小四郎
- 井上茂（勝田学殺害の重要参考人） - 遠藤憲一
- 河野（小倉中央警察署 刑事） - 黒沢年男

第23作「牟田がアリバイを証言した女」（1997年）
- 木原杏子（アプリコット 経営者・黒沼の愛人） - 川上麻衣子
- 石元久美（黒沼日本語学院 事務員） - 岡本舞
- 小杉（伊東北警察署 警部補） - 六平直政
- リリー（アプリコット 店員） - ジュリー・パスカル
- 柳瀬（黒沼の運転手） - 佐藤輝
- 山崎（伊東北警察署 刑事・小杉の部下） - 津久井啓太
- 坂口フミ子（アプリコット 元雇われママ） - 水木薫
- ホテルの若女将 - 日向明子
- 黒沼久（黒沼日本語学院 社長） - 峰岸徹
- 石元直也（旅行代理店社長） - 野口五郎

第24作「阿波鳴門うず潮の殺意」（1998年）
- 早川誠（望月総合病院 事務次長） - 石橋保（少年時代：芝崎善紀）
- 望月昭夫（望月総合病院 院長） - 中丸忠雄
- 山野達也（和雄の息子・大学生） - 大沢健
- 望月由美（望月としのの娘・達也の恋人） - 今村雅美
- クラブ「りとるまぁめいど」ママ - 津島令子
- 山野（和雄の母） - 志賀眞津子
- クラブ「りとるまぁめいど」ホステス - 麻田かおり、松永あつ実
- 交番の巡査 - 山田アキラ
- 不動産屋 - 桐山浩一
- 擬斗 - 深作覚
- 真奈美のアパート管理人 - 阪上和子
- 伊藤真奈美（クラブ「りとるまぁめいど」ホステス） - 秦由香里
- 山野和雄（交番の巡査長・牟田一郎の古くからの知り合い） - 河原さぶ
- 望月しの（望月の妻・牟田明子の友人） - 三ツ矢歌子
- 滝川（鳴門中央警察署 刑事） - 村野武範

第25作「洞爺湖温泉に泊まった女」（1998年）
- 今野静香（アンティークショップ「フォーククラフト」経営者） - 渡辺梓
- 三宅進（三宅弁護士事務所 弁護士） - 速水亮
- 岸川ユリ（パブ店員） - 川嶋朋子
- 厩舎の従業員 - 三上剛仙
- 吉井みどり（静香の友人・2年前自殺） - 日柳慶子
- 三宅弁護士事務所 事務員 - 夏川さつき
- 植松明宏（北海道警察本部捜査一課 警部） - 野依康夫
- 佐藤（伊達警察署 刑事） - 松井範雄
- 甲田雅也（甲田商事 社長） - 篠塚勝
- 今野和雄（静香の弟） - 坂上忍
- 片山良二（南港貿易 社員・みどりの元婚約者） - 三波豊和

第26作「沖縄仲人旅行連続殺人」（1999年）
- 高瀬舞衣（高瀬モデル事務所 社長） - 鮎ゆうき
- 杉野豊（宮下観光開発 専務） - 潮哲也
- 柳下恭子（高瀬モデル事務所 所属モデル） - 浜中千歳
- 宮下いずみ（宮下と幸代の娘・カメラマン助手） - 望月沙耶
- 島袋（恩納村警察署 刑事） - 伊藤高
- 青木哲夫（沖縄県警 刑事） - 冨家規政
- 宮下徹（宮下観光開発 社長） - 中原丈雄
- 宮下幸代（宮下の妻・花屋店員） - 酒井和歌子

第27作「横浜〜米子連続殺人！」（1999年）
- 西谷由美子（横浜成南大学文学部事務局 職員） - 越智静香
- 黒田（米子警察署 刑事） - 中本賢
- 青木博司（消費者金融「青木リース」社長） - 鶴岡修
- 「倫敦」ママ - 斉藤林子
- 大杉ミキ（保の妹） - つぐみ
- 大杉保（横浜成南大学法学部 学生） - 高橋伸顕
- 篠原真理（米子市在住） - 大西結花
- 湯浅（弁護士・西谷の友人） - 寺杣昌紀
- 西谷純一（横浜成南大学法学部 助教授・由美子の兄） - 西村和彦
- 立石涼子

第28作「横浜〜南紀勝浦連続殺人！」（2000年）
- 高梨淳（クラブ「りとるまあめいど」バーテン） - 岸本祐二
- 木本（新宮西警察署 警部補） - 遠藤憲一
- 永井ユキ子（永井の妻） - 竹井みどり
- 永井隆弘（円の馴染み客） - 加藤純平
- 幼稚園園長 - 池田道枝
- 鈴木美紀（円の娘） - 仲根紗央莉
- 初老のホームレス - 藤木悠
- 藤本強（クラブ「りとるまあめいど」マネージャー） - 藤堂新二
- 鈴木円（クラブ「りとるまあめいど」ホステス） - かとうれいこ
- 木村みどり（幼稚園教員） - 大河内奈々子

第29作「横浜〜釧路湿原 マリモが知る三重殺人の謎…」（2001年）
- 内山春子（横溝の内縁の妻） - 姿晴香
- 横溝日出子（横溝の娘・「ニュー阿寒ホテル」内の土産物屋店員） - 小林恵
- 伊藤まり子（マンションのオーナー） - 葉山レイコ
- まり子と同じマンションに住む主婦 - 坂本万里子
- 川竹（ホストクラブ「ノアール」マネージャー） - 浅見小四郎
- 「大平ローン」の取立て屋 - 手塚秀彰
- 高橋進（「ニュー阿寒ホテル」内の土産物屋店員・日出子の恋人） - 工藤龍生
- 阿部英一（ホストクラブ「ノアール」ホスト・1年前死亡） - 横田大明
- 森本吾郎（ホストクラブ「ノアール」ホスト・岩城政則が緑山署時代から追っている男） - 海部剛史
- 横溝博之（横浜成南病院 入院患者） - 峰岸徹

第30作「横浜〜沖縄 二度殺された不思議な死体」（2001年）
- 紺野誠（紺野弁護士事務所 弁護士） - うじきつよし
- 金城美穂（楽器店店員） - 大路恵美
- 金城浩一（美穂の父） - 湯浅実
- 三浦ヨシ子（金融会社社長） - 星遙子
- 由香（紺野弁護士事務所 事務員） - 松田のぞみ
- 小沢紀夫（紺野弁護士事務所 弁護士） - 影丸茂樹
- モデル - 名嘉真リサ
- 飯島光弘（飯島音響の御曹司） - 大沢健
- 紺野良成（誠の父・弁護士会会長） - 神山繁

第31作「宮崎発東京行き最終便の女！」（2004年）
- 水木奈津（マルチタレント・久美子の中学時代の親友） - 喜多嶋舞
- 藤井竹夫（奈津の事務所スタッフ） - 増沢望
- 沢辺久美子（出版社の編集者） - 西尾まり
- 菅原優二（フリーの風俗ライター） - 能見達也
- タクシードライバー - 井川哲也
- 久美子と真理子の母 - 森実昭子
- 畑田直道（消費者金融「ランサム」社員） - 草見潤平
- 川俣透（畑田の部下・1年前死亡） - 深見亮介
- 黒木誠二（宮崎県警宮崎西警察署 刑事・日高の部下） - 井上康
- 沢辺真理子（久美子の妹・奈津の事務所スタッフ） - 木内晶子
- 日高美津江（宮崎県警宮崎西警察署 警部補） - 剣幸

第32作「横浜〜琵琶湖畔、二人の父が捧げる殺人」（2005年）
- 奥村洋輔（レストラン「ウィンドミル」オーナー・前科者・佐智子の実父） - 若林豪
- 高宮さやか（奥村の知り合い） - 井上晴美
- 辻（大津警察署 刑事） - 浅見小四郎
- 伊藤（大津警察署 刑事） - 国崎誠
- 須永郁夫（違法カジノバー経営者・緑山署時代の岩城政則に2度検挙された男） - 関貴昭
- 吉岡紘一（須永の共同経営者） - 大橋てつじ
- 北川周太郎（洋食屋「キッチン北川」主人・佐智子の義父） - 有馬光貴
- 北川佐智子（レストラン「ウィンドミル」店員・北川の義娘・奥村の実娘） - 大和田美帆

第33作「横浜〜函館大沼 崖の上の女、下の女！」（2007年）
- 沢木那美（リゾート別荘販売会社社長） - 田中美奈子
- 吉村浩二（美佐子の婚約者・本名「杉本裕介」） - 京晋佑
- 守屋鈴江（美佐子の母・3年前死亡） - 宇津宮雅代
- 風間みずき（根岸警察署 生活安全課 刑事・後に山下署へ転属） - 西山繭子
- 尾崎昭一 - 市川勇
- 守屋征太郎（美佐子の父・10年前死亡） - 藤田宗久
- 沢木松男（那美の父・函館市議会議員・10年前自殺） - 伏見哲夫
- 谷口誠一（那美の部下） - 小鈴まさ記
- 永井悦雄（板垣不動産 重役） - グラシアス小林
- 山内（鹿部警察署 刑事） - 福井晋
- 小野原（山下警察署 課長） - 大林丈史
- 曽根田（鹿部警察署 刑事） - 丸岡奨詞
- 松岡（山下警察署 刑事） - 加藤満
- 守屋美佐子（守屋の娘） - 長谷川真弓
- 沢地優佳、ノッチ、高橋広司

## 「刑事官」という役職
本作の主人公・牟田一郎の役職である「刑事官」は一般には耳慣れない名称だが、警視庁以外の大規模警察署の刑事警察を統括する役職で、昇任直後の警視が就く場合が多い。警視庁の大規模警察署では刑事課長など課長ポストに警視が就くため、このような役職は置かれない。
刑事第一課・刑事第二課・組織犯罪対策課などを統括する。その地位は署長（警視正または警視）、副署長（警視）に次いで高い。呼称は様々で、「刑事官」の職名を使用しない道府県もあり、原作の舞台である福岡県警察では本来は「刑事管理官」、ドラマの舞台である神奈川県警察では実際には「刑事担当次長」と称す。同様に会計担当に「会計官」、地域部門に「地域官」、交通部門に「交通官」、警備部門に「警備官」、刑事官が刑事部門と生活安全部門を合わせて担当したり「刑事生活安全官」の名称で配置する警察組織もある。

## スタッフ
- 原作 - 石沢英太郎「牟田刑事官事件簿」ほか
- 脚本 - 柴英三郎（第1作）、下飯坂菊馬（第2作 - 第10作・第12作 - 第17作）、岡本克己（第18作・第20作 - 第25作・第27作 - 第30作）、長野洋（第11作・第19作）、藤井邦夫（第26作）、寺田敏雄（第31作 - 第33作）
- 音楽 - 田辺信一
- 監督 - 降旗康男（第1作 - 第2作・第6作）、齊藤武市（第3作・第17作）、永野靖忠（第4作）、長谷和夫（第5作）、貞永方久（第7作）、野村孝（第8作・第11作 - 第12作）、小谷承靖（第9作 - 第10作・第13作 - 第14作・第29作）、吉川一義（第15作・第18作・第20作・第33作）、山本迪夫（第16作）、出目昌伸（第19作・第21作・第23作）、岡本弘（第22作・第25作 - 第26作・第30作）、松島稔（第24作・第27作 - 第28作・第31作 - 第32作）
- プロデューサー
  - テレビ朝日 - 宇都宮恭三、塙淳一、浅香真哉、佐藤凉一、今木清志、大井素宏、高戸晨一、松本健
  - C.A.L - 下飯坂一政、笠谷智之
- 制作 - テレビ朝日、C.A.L

## 放送日程
| 話数 | 放送日         | サブタイトル                                 | 原作                           | 脚本       | 監督     | 視聴率 |
| ---- | -------------- | -------------------------------------------- | ------------------------------ | ---------- | -------- | ------ |
| 1    | 1983年10月15日 | 事件の眼 信濃路にいた女                      | 『牟田刑事官事件簿』           | 柴英三郎   | 降旗康男 | 14.6%  |
| 2    | 1985年05月11日 | 女たちの殺人パーティー                       | 『牟田刑事官事件簿』           | 下飯坂菊馬 | 降旗康男 | 22.2%  |
| 3    | 1985年06月08日 | 見合い旅行殺人事件                           | 『牟田刑事官事件簿』           | 下飯坂菊馬 | 齋藤武市 | 21.0%  |
| 4    | 1985年12月14日 | 財布を拾った女                               | 『犯罪調書』                   | 下飯坂菊馬 | 永野靖忠 | 19.6%  |
| 5    | 1986年08月02日 | 露天風呂撮影会ツアー殺人事件                 | 『空間密室』                   | 下飯坂菊馬 | 長谷和夫 | 22.8%  |
| 6    | 1987年01月17日 | 奥鬼怒川湯けむり渓谷の殺意                   | 『背後からの眼』               | 下飯坂菊馬 | 降旗康男 | 20.4%  |
| 7    | 1987年11月07日 | 奥浜名湖女たちの危険なプレイ                 | 『テレクラ殺人事件』           | 下飯坂菊馬 | 貞永方久 | 24.3%  |
| 8    | 1988年04月30日 | 湯けむり伊豆半島、女たちの殺人スポーツツアー | 『事件の背景』                 | 下飯坂菊馬 | 野村孝   | 20.8%  |
| 9    | 1988年10月29日 | 岸辺に立つ女                                 | 『博多・中洲・クラブ殺人事件』 | 下飯坂菊馬 | 小谷承靖 | 20.1%  |
| 10   | 1989年04月22日 | 伊豆半島復讐に燃える女たち!                  | -                              | 下飯坂菊馬 | 小谷承靖 | 19.7%  |
| 11   | 1989年07月29日 | 別府温泉－みちのく松島 湯けむり殺意の旅      | 『牟田刑事官事件簿』           | 下飯坂菊馬 | 小谷承靖 | 22.2%  |
| 12   | 1990年02月03日 | 横浜ベイブリッジの女                         | 『牟田刑事官事件簿』           | 下飯坂菊馬 | 野村孝   | 21.2%  |
| 13   | 1990年06月30日 | 横浜〜八王子〜伊良湖、殺人ラインの女たち     | 『牟田刑事官事件簿』           | 下飯坂菊馬 | 小谷承靖 | 22.1%  |
| 14   | 1991年04月06日 | 九州〜耶馬溪―四国八幡浜、人妻ひとり旅のなぞ? | 『牟田刑事官事件簿』           | 下飯坂菊馬 | 小谷承靖 | 17.2%  |
| 15   | 1991年09月28日 | 神戸横浜 港町連続殺人                        | 『牟田刑事官事件簿』           | 下飯坂菊馬 | 吉川一義 | 21.4%  |
| 16   | 1992年03月28日 | ヨコハマ偽装心中                             | 『牟田刑事官事件簿』           | 下飯坂菊馬 | 山本迪夫 | 20.5%  |
| 17   | 1992年10月10日 | 能登－ヨコハマ四重殺人                       | 『牟田刑事官事件簿』           | 下飯坂菊馬 | 齋藤武市 | 10.4%  |
| 18   | 1993年04月03日 | 横浜〜九州唐津殺意の縦断ルート!              | 『牟田刑事官事件簿』           | 岡本克己   | 吉川一義 | 15.1%  |
| 19   | 1994年04月02日 | 悪い夢                                       | 『牟田刑事官事件簿』           | 長野洋     | 出目昌伸 | 14.5%  |
| 20   | 1995年01月28日 | 狙われた婚約者                               | 『牟田刑事官事件簿』           | 岡本克己   | 吉川一義 | 22.4%  |
| 21   | 1995年09月09日 | 切れた絆                                     | 『牟田刑事官事件簿』           | 岡本克己   | 出目昌伸 | 12.2%  |
| 22   | 1996年11月09日 | 関門海峡〜横浜 連続殺人にナゾの女!           | 『牟田刑事官事件簿』           | 岡本克己   | 岡本弘   | 18.8%  |
| 23   | 1997年04月19日 | 牟田がアリバイを証言した女                   | 『牟田刑事官事件簿』           | 岡本克己   | 出目昌伸 | 16.0%  |
| 24   | 1998年01月24日 | 阿波鳴門うず潮の殺意                         | 『牟田刑事官事件簿』           | 岡本克己   | 松島稔   | 17.2%  |
| 25   | 1998年08月08日 | 洞爺湖温泉に泊まった女                       | 『牟田刑事官事件簿』           | 岡本克己   | 岡本弘   | 15.6%  |
| 26   | 1999年05月01日 | 沖縄仲人旅行連続殺人                         | 『牟田刑事官事件簿』           | 岡本克己   | 岡本弘   | 17.1%  |
| 27   | 1999年10月09日 | 横浜〜米子連続殺人!                          | 『牟田刑事官事件簿』           | 岡本克己   | 松島稔   | 14.1%  |
| 28   | 2000年04月22日 | 横浜〜南紀勝浦連続殺人!                      | 『牟田刑事官事件簿』           | 岡本克己   | 松島稔   | 18.3%  |
| 29   | 2001年02月24日 | 横浜〜釧路湿原 マリモが知る三重殺人の謎…     | 『牟田刑事官事件簿』           | 岡本克己   | 小谷承靖 | 14.1%  |
| 30   | 2001年09月01日 | 横浜〜沖縄 二度殺された不思議な死体          | 『牟田刑事官事件簿』           | 岡本克己   | 岡本弘   | 14.8%  |
| 31   | 2004年04月10日 | 宮崎発東京行き最終便の女!                    | 『牟田刑事官事件簿』           | 寺田敏雄   | 松島稔   | 16.0%  |
| 32   | 2005年04月30日 | 横浜〜琵琶湖畔、二人の父が捧げる殺人         | 『牟田刑事官事件簿』           | 寺田敏雄   | 岡本弘   | 13.1%  |
| 33   | 2007年06月23日 | 横浜〜函館大沼 崖の上の女、下の女!           | 『牟田刑事官事件簿』           | 寺田敏雄   | 吉川一義 | 15.4%  |

- 視聴率はビデオリサーチ調べ、関東地区・世帯